# Luifer Hernández
Luifer Enrique Hernández Quintero (Puerto Cabello, Venezuela; 28 de abril de 2001) es un futbolista venezolano que juega como delantero en Vinotinto Ecuador de la Serie A de Ecuador.

## Carrera
Hernández, graduado de la academia juvenil de la Academia Puerto Cabello, hizo su debut competitivo con el club el 9 de mayo de 2018 en una victoria de liga por 1-0 sobre Monagas.